# La via della morte
La via della morte (Side Street) è un film del 1949 diretto da Anthony Mann.
È un film noir d'azione statunitense con Farley Granger, Cathy O'Donnell e James Craig.

## Trama
Joe Norson vive a New York con la moglie incinta Ellen, ospite dei suoceri, e mantiene la famiglia con un modesto lavoro part-time come fattorino per le consegne. Durante uno dei suoi giri quotidiani, entrando nell’ufficio apparentemente deserto dell’avvocato Victor Backett, cede alla tentazione e ruba una busta che, secondo lui, dovrebbe contenere pochi dollari. Con sgomento scopre invece che dentro vi sono 30.000 dollari, frutto di un ricatto orchestrato da Backett insieme al criminale Georgie Garsell e alla prostituta Lucille “Lucky” Colner, ai danni del ricco Emil Lorrison.
Ignaro della provenienza del denaro e preso dal panico per la gravità del gesto, Joe affida la busta a Nick Drumman, proprietario di un bar che conosce bene, fingendo che contenga un innocuo regalo per la moglie. A Ellen racconta invece di aver ricevuto un anticipo per un nuovo lavoro fuori città. Intanto la polizia, guidata dal capitano Walter Anderson, scopre il cadavere di Lucille Colner nel fiume East River e trova nel suo appartamento un’agenda piena di nomi compromettenti, tra cui quello dello stesso Backett. Con la nascita del figlio, Joe decide di fare ammenda e restituire i soldi. Ma quando si reca al bar di Nick per recuperare la busta, scopre che il locale è stato venduto. Il nuovo proprietario ritrova il pacchetto e glielo consegna, ma il tentativo di riportarlo a Backett fallisce: l’avvocato sospetta una trappola e incarica Garsell e il tassista Larry Giff di riprendere il denaro con la forza. Joe viene sequestrato e derubato ma, quando i malviventi scoprono che nel pacco c’è solo una camicia da notte, la sua vita è in pericolo. Riuscito a fuggire, tenta disperatamente di rintracciare Nick il barista, solo per scoprire che Garsell lo ha già eliminato.
Braccato dalla polizia, che ora lo considera un assassino, Joe si mette sulle tracce dei veri colpevoli. L’incontro con la cantante Harriet Sinton, legata a Garsell, sembra offrirgli un appiglio,ma la donna lo tradisce, aggravando la sua posizione e portandolo a un confronto sempre più rischioso con il mondo criminale che lo circonda.

## Produzione
Il film, diretto da Anthony Mann su una sceneggiatura su un soggetto di Sydney Boehm, fu prodotto da Sam Zimbalist per la Metro-Goldwyn-Mayer e girato a New York dal 21 aprile 1949 all'8 giugno 1949.

## Distribuzione
Il film fu distribuito con il titolo Side Street negli Stati Uniti nel 1950 al cinema dalla Metro-Goldwyn-Mayer.
Altre distribuzioni:
- negli Stati Uniti il 23 marzo 1950
- in Australia il 25 maggio 1950
- nel Regno Unito il 26 giugno 1950
- in Svezia il 2 ottobre 1950 (Farlig väg)
- in Francia il 15 giugno 1951 (La rue de la mort)
- in Francia nel luglio del 2003 (La Rochelle Film Festival)
- in Francia il 13 luglio 2005 (redistribuzione)
- negli Stati Uniti nel maggio del 2006 (New York: B noir Film Forum)
- negli Stati Uniti il 31 luglio 2007 (in DVD)
- in Belgio (La rue de la mort e De moordstraat)
- in Venezuela (La calle de la muerte)
- in Italia (La via della morte)
- in Brasile (Pecado Sem Mácula)
- in Grecia (Prin xypnisi i polis)

## Critica
Secondo il Morandini il film è un "thriller poliziesco"... "che contiene tutto il romanticismo realista del cinema americano del dopoguerra". Secondo Leonard Maltin il film è caratterizzato dalla "sorprendente ambientazione newyorkese e dalla cruda fotografia di Joseph Ruttenberg.".

## Promozione
Le tagline sono:
- "Where temptation lurks!".
- "Fate dropped thirty thousand dollars in his lap!".